# Менендес, Боб
Роберт (Боб) Менендес (англ. Robert Menendez; род. 1 января 1954) — американский политик, экс-сенатор Соединённых Штатов Америки от штата Нью-Джерси, член Демократической партии.

## Биография
Родился в семье кубинцев, иммигрировавших в США в 1953 году. Окончил Сент Питерс Колледж (1976 год) и юридический факультет Рутгерского университета (1979 год). В 1986—1992 годах — мэр Юнион-Сити (Нью-Джерси). Был избран в Палату представителей Нью-Джерси в 1987 году. В 1991 году, был избран в Сенат Нью-Джерси и в следующем году был избран в Палату представителей США.
В январе 2006 года Менендес был назначен в Сенат США после отставки сенатора Джона Корзайна, который был избран губернатором Нью-Джерси. В ноябре 2006 года был переизбран. С 1 февраля 2013 года по 3 января 2015 года являлся председателем сенатского комитета по международным отношениям.
Менендес иногда действовал в интересах армянского лобби и с 1995 года входил в так называемую Группу по армянским делам Конгресса США. Он блокировал резолюцию, разрешающую продажу США вертолётов Азербайджану, а также назначение Мэтью Брайзы на должность американского посла в Азербайджан.
В марте 2014 года включён МИД России в список лиц, в отношении которых введены санкции. Ему закрыт въезд в Российскую Федерацию на основе взаимности в связи с американскими санкциями по Украине и Крыму.
В 2015 году Менедесу были предъявлены обвинения в коррупции, но в ноябре 2018 года голосов присяжных не хватило для его осуждения, после чего обвинения были сняты. В сентябре 2023 года Менедесу были предъявлены новые обвинения в коррупции, связанные с передачей конфиденциальной информации властям Египта и действиями в их интересах за взятки.
В 2024 суд присяжных признал Менендеса виновным по всем пунктам.
20 августа 2024 года Менендес ушёл в отставку, после чего губернатор штата Фил Мёрфи назначил на его место Джорджа Хелми.
29 января 2025 года был приговорен к одиннадцати годам тюремного заключения за получение взяток, включая золотые слитки, в обмен на оказание содействия правительству Египта и бизнесменам из Нью-Джерси. Федеральный судья Сидни Стайн вынес приговор во время слушания в федеральном суде Манхэттена. Прокуратура Южного округа Нью-Йорка настаивала на  пятнадцатилетнем сроке заключения.

## Политические взгляды
22 июля 2014 года в письме президенту Обаме предложил признать Донецкую Народную Республику террористической организацией и ввести широкие санкции против России.
Считает, что США должны возглавить международное сообщество в движении за призвание Владимира Путина к ответственности за «жестокое преследование украинского народа» (англ.: brutal victimisation of the Ukrainian people).
Выдвигается в сенат США в 2024 году как "независимый".

## Награды
- Кавалер Большого креста ордена Изабеллы Католической (Испания, январь 2014 года)[8].
- Орден Дружбы (Армения, 16 декабря 2021 года) — по случаю 30-летия установления дипломатических отношений между Республикой Армения и Соединёнными Штатами Америки, за значительный вклад в укрепление и развитие армяно-американских дружественных отношений и защиту общечеловеческих ценностей[9].